# Eupithecia arauco
Eupithecia arauco es una especie de polilla de la familia Geometridae. La especie fue descrita por primera vez por Frederick Hastings Rindge habiendo sido descrita en 1991, siendo endémica de Chile. El sintipo de la especie fue descrita en los alrededores de la Cordillera de Nahuelbuta a poca distancia de Pichinahuel.